# Gare de Thuin-Ouest
Ne doit pas être confondu avec Gare de Thuin.
La gare de Thuin-Ouest est une ancienne gare ferroviaire belge de la ligne 109, de Mons à Chimay, située à proximité du centre de la ville de Thuin dans la province de Hainaut en Région wallonne.
Elle est mise en service en 1882 par l'Administration des chemins de fer de l'État belge, future Société nationale des chemins de fer belges (SNCB), et fermée aux voyageurs depuis 1964. Sur le site du bâtiment des voyageurs démoli et des anciennes voies de garage, l'association ASVi (Tramway Lobbes Thuin) a établi un arrêt du tram touristique réutilisant l'infrastructure de la ligne 109 et bâti un musée des tramways.

## Situation ferroviaire
Établie à 124 mètres d'altitude, la gare de Thuin-Ouest était située au point kilométrique (PK) 33,3 de la ligne 109, de Cuesmes à Chimay (PK 0,0 en gare de Mons), entre la gare ouverte de Lobbes et la halte de Biseme-sous-Thuin, terminus de la ligne de tramway à voie métrique réutilisant cette section de la ligne 109 en direction de la gare de Chimay.
La gare de Thuin, anciennement Thuin-Nord, se situe sur un autre alignement, la ligne 130A, de Charleroi à Erquelinnes.

## Histoire
La première station de Thuin est mise en service le 6 novembre 1852, par la Compagnie du chemin de fer de Charleroi à la frontière de France qui inaugure le même jour sa ligne de Charleroi-Sud à Erquelinnes, reprise le 1er janvier 1854 par la Compagnie du Nord - Belge.
Un dénommé Émile Dupré, ingénieur à Lobbes, établit une demande en concession pour un chemin de fer de Frameries à Chimay. Le Gouvernement le lui accorde en 1862. Les deux premiers tracés proposés comportent un franchissement de la Sambre à Erquelinnes, en empruntant une partie de la ligne de Binche à Erquelinnes, ou près de Labuissière, croisant à angle droit la ligne Nord-Belge. Un embranchement est prévu, partant de Thuin et rejoignant la ligne principale à Beaumont. Le projet fait l'objet de multiples modifications en raison des réclamations des exploitants de charbonnages dans la région de Piéton, Forchies et Anderlues car il les met à l'écart de ce chemin de fer appelé à relier le bassin charbonnier de Mons à la France. Ne parvenant pas à réunir les fonds servant au cautionnement de la nouvelle compagnie de chemin de fer, l'ingénieur Dupré obtient d'abord la prorogation du délai puis accepte d'être déchu de la concession au profit de l'industriel Simon Philippart, principal administrateur de la Compagnie des chemins de fer des bassins houillers du Hainaut et de la Société générale d'exploitation de chemins de fer, lequel prévoit d'inscrire cette ligne dans un ensemble cohérent grâce la reprise de l'exploitation du Chemin de fer du Haut et du Bas Flénu, en direction de Saint-Ghislain, du Chemin de fer Hainaut-Flandres (ligne de Saint-Ghislain à Gand et embranchement vers Tournai) ainsi que des concessions, non-encore construites, du chemin de fer de Tournai à Bruges et de la ceinture ferroviaire de Charleroi. Durant la brève existence de la Société générale d'exploitation, la section de Frameries (Flénu) à Bonne-Espèrance et l'embranchement menant à la gare de Mons sont réalisés. La section de Thuin à Forchies-Piéton, ardemment réclamée par les partons de mines de charbon, fait partie des embranchements vers le nord de Charleroi à réaliser au titre de la concession de Chimay à Frameries mais un accord passé entre les Bassins Houillers et l’État belge consacrent le rachat de la plupart des concessions regroupées au sein de la SGE, qui seront construites par les Bassins Houillers, aux frais de ces derniers, mais exploitées par les Chemins de fer de l'État belge à l'issue des travaux.
En dépit de cela, seul l'embranchement venant de Berzée, la section de la ligne comprise entre les gares de Thuillies et Beaumont ainsi qu'une section partant de Bonne-Espérance jusqu'à Bienne-lez-Happart sont opérationnelles lorsqu'en 1878 la société des Bassins Houillers fait une faillite retentissante, provoquant une crise financière qui emporte plusieurs des banques, sociétés de construction et compagnies de chemins de fer privés dont les capitaux étaient liés aux Bassins Houiller Grâce au soutien des autres organismes de crédit, la Banque de Belgique reste un temps en activité et peut financer la Société de construction responsable entre-autres des sections manquantes de la ligne de Mons à Chimay.
La station de Thuin (Ouest) est mise en service le 1er mars 1882
qui inaugure le même jour la section de Lobbes à Thuillies. La date du 8 août 1881 est également citée mais précède l'ouverture officielle de la ligne. À partir du 10 août 1882, les trains peuvent rouler de Mons, ou Thuin, jusqu'à Chimay.
Le trafic des voyageurs et des marchandises décline sur la ligne 109 au lendemain de la Seconde Guerre mondiale et la section de Lobbes à Chimay perd ses trains de voyageurs le 31 mai 1964 ; la section de Mons à Lobbes ayant fermé en 1962. La fermeture de la section de Strée à Sivy ainsi que d'autres sections entre Lobbes et Mons, faute de trafic marchandises fait que le reste de la ligne 109 est exploité depuis les gares de bifurcation jusqu'à l'assèchement des derniers trafics marchandises locaux. Thuin-Ouest voit passer des trains de fret jusqu'en 1991 ; les rails de la section Lobbes - Thuillies sont démantelés en 1993.
N'ayant plus d'utilité sur la ligne en exploitation simplifiée, le bâtiment de la gare est démoli en octobre 1983.